# Lathyrus odoratus
La cicerchia odorosa (Lathyrus odoratus L.), nota anche come pisello odoroso,  è una pianta erbacea della famiglia delle Fabacee, largamente utilizzata come pianta ornamentale.

## Descrizione

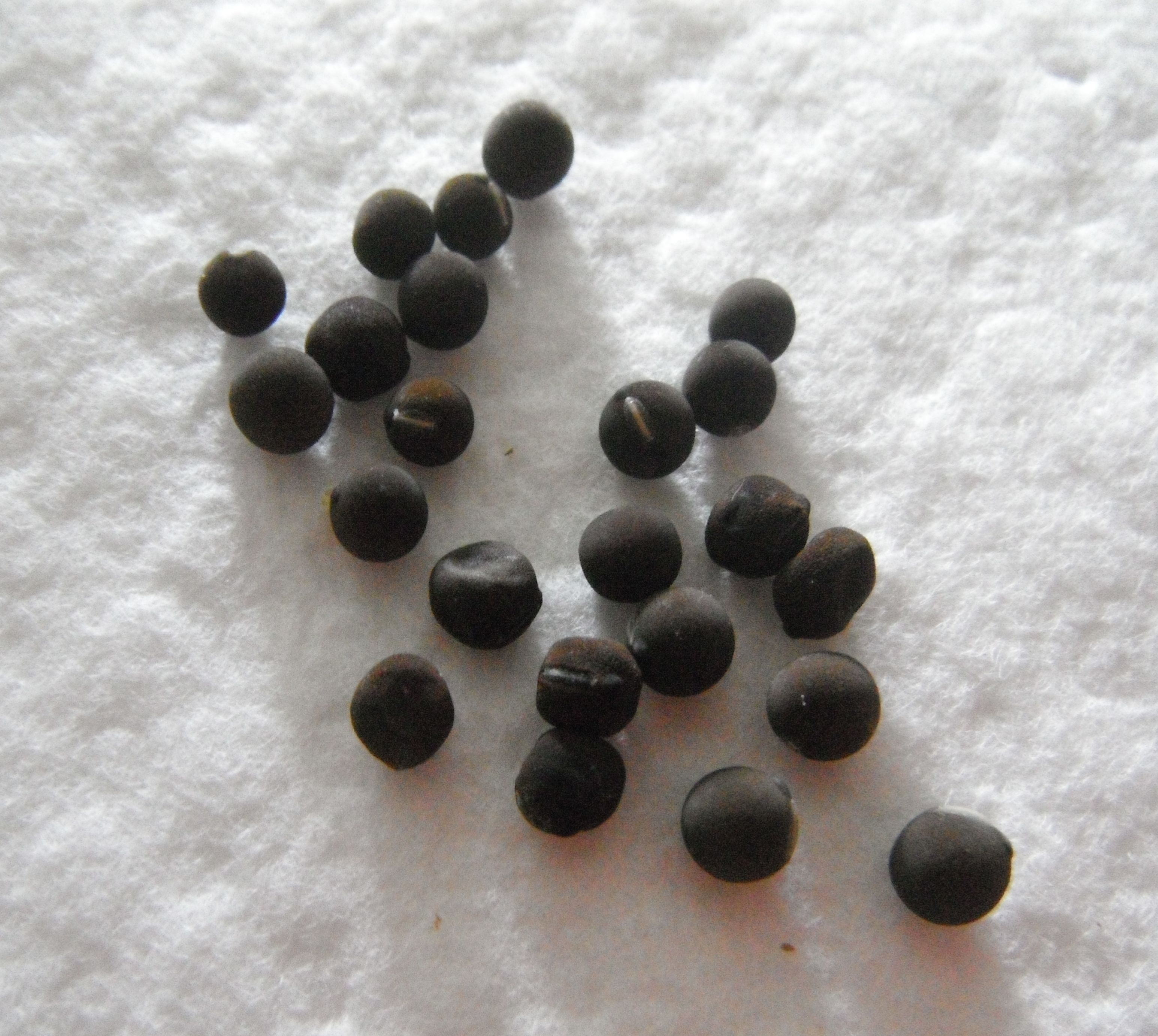
Semi di L.odoratus.

L. odoratus è un rampicante annuale provvisto di viticci alle sommità dei sottili fusti verdi, i quali presentano foglie di colore verde scuro disposte a coppie. Tendenzialmente la pianta supera il metro di altezza e può arrivare fino a 2,5 m se ancorata ad opportuni supporti verticali, mentre la diffusione orizzontale della chioma è mediamente compresa tra i 60 e i 90 cm. Fiorisce tra maggio e luglio con fiori molto profumati (da cui il nome odoratus, dal latino: "odoroso", "profumato") e dalla forma caratteristica, di colore variabile dal bianco al viola-bluastro a seconda della cultivar. Il frutto è un baccello verde contenente i semi che maturano tra agosto ed ottobre.

## Distribuzione e habitat
La specie è nativa dell'Italia meridionale e della Sicilia, ancorché ampiamente diffusa, come pianta ornamentale, in tutti i continenti eccetto l'Antartide.
La pianta predilige terreni mediamente umidi e ricchi di humus, con un clima fresco, ben ventilato e soleggiato.

## Conservazione
La Lista rossa IUCN classifica Lathyrus odoratus come specie in pericolo critico di estinzione (Critically Endangered).

## Commestibilità
I semi di L. odoratus sono ricchi di vitamina A, tuttavia non risultano commestibili, dal momento che contengono una tossina vegetale che li rende tossici per l'uomo, ed in particolare possono causare artrite degenerativa ed ipofertilità. La pianta non sembra invece causare latirismo, sindrome neurotossica che insorge in seguito al consumo di alcune specie del genere Lathyrus.

## Usi
L'olio essenziale ottenuto dai fiori viene usato in profumeria.